# Kamčatska oblast
Kamčatska oblast je bivša oblast u Rusiji. Nalazi se na poluotoku Kamčatci, na krajnjem sjeveroistoku azijskog kontinenta. 
Kamčatska oblast i Korjački autonomni okrug udružili su se u 1. srpnja 2007. u Kamčatski kraj.